# Wormsgau

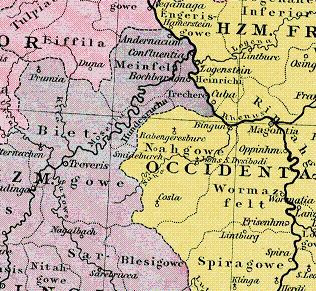
Wormsgau (Wormazfelt) nella Franconia renana, circa 1000

Il Wormsgau (in latino pagus wormatiensis) era una contea (gau) medievale nel ducato di Franconia del regno dei Franchi Orientali, che comprendeva i dintorni della città di Worms e altri territori sulla riva sinistra del fiume Reno superiore. Insieme alle vicine Nahegau e Speyergau, apparteneva ai possedimenti della Franconia renana centrale della dinastia salica.

## Il comitato
Il Wormsgau copriva gran parte delle attuali regioni dell'Assia renana e del Palatinato ed originariamente si estendeva verso nord, appena prima di Coblenza, nella Lotaringia. Anche la città di Magonza vi faceva parte così come, all'inizio del IX secolo, la città di Boppard, che in realtà, attorno all'825, non vi era inclusa. Nel X secolo il Wormsgau perse estese terre nel nord, principalmente a beneficio del Nahegau, come Ingelheim nel 937, Spiesheim nel 960, Saulheim nel 973 e Flonheim nel 996, fino a quando il fiume Selz definì il confine settentrionale. Le perdite potrebbero essere parzialmente compensate attraverso l'espansione lungo il Reno e ad ovest, in particolare nella catena della Foresta del Palatinato. 

## Conti in Wormsgau

### Robertingi
1. Roberto I (Rupert I) (attestato nel 722/757 - † prima del 764), nel 732 dux in Haspengau, nel 741/742 comes palatinus (conte palatino), nel 750 circa conte in Oberrhein e nel Wormsgau, nel 757 missus dominicus in Italia[In quella data l'Italia non era ancora franca]∞ ca. 730 Williswint († dopo il 768), il 12 luglio 764 fondatrice dell'abbazia di Lorsch assieme al figlio Cancoro, erede nell'Alto Reno e di Hahnheim in Rheinhessen, erede del conte Adalhelm.
2. Roberto II (Rutbert II oppure Hruodbertus) (attestato nel 770 - † 12 luglio 807), suo nipote, nel 795/807 conte a Worms e a Oberrheingau, nel 795 signore di Dienheim ∞ 1 Theoderata (Tiedrada) (attestata nel 766/777 - † prima del 789) ∞ 2 Isengarde, 789.
3. Roberto III (Rutpert III) († prima del 834) figli di Roberto II, nell'812/830 conte in Wormsgau, conte in Oberrheingau, nell'825 missus dominicus nel vescovado di Magonza ∞ ca. 808 Wiltrude (Waldrada) di Orléans, 829/834 erede dei possedimenti d'Orléans, figlia del conte Adriano e di Waldrada della dinastia dei Guideschi.
4. Gontrano (in tedesco Guntram), figlio di Roberto III, conte a Wormsgau nell'815/837.
5. Roberto (Ruadbert), conte nell'817 in Saalgau, Oberrheingau e Wormsgau della dinastia Babenberg.
6. Roberto IV il Forte (Rutpert IV) († 15 settembre o 25 luglio 866 nella battaglia di Brissarthe) fratello di Gontrano, dall'836 a dopo l'840 conte a Wormsgau, nell'852 abate laico di Saint-Martin-de-Marmoutier di Tours, nell'853 conte di Tours, 861/866 nobilis Franciae (Franzien, Île-de-France) e conte di Parigi, ∞ 1 una donna dal nome sconosciuto, probabilmente Agane ∞ 2 inizio dell'864 Adelaide (Aelis) di Tours († dopo 866) figlia del conte Ugo di Tours della dinastia degli Eticonidi e di Bava, vedova di Corrado il Vecchio, conte di Argovia e Auxerre, conte di Linzgau della dinastia dei vecchi Welfen.
7. Guarniero IV (chiamato anche Walaho, in tedesco Werner IV) († probabilmente prima dell'890), della dinastia dei Walahonidi e ascendente della dinastia salica, conte a Wormsgau dopo l'840 ∞ Oda, figlia di Rutberto III.
8. Megingaudo I, 876, probabilmente conte a Wormsgau della dinastia dei Guglielmingi ∞ Rotlinda, probabilmente sorella di Roberto I il Forte.

### Dinastia salica
1. Guarniero V (in tedesco Werner) († forse 920), appartenente alla dinastia salica, conte a Nahegau, Speyergau e Wormsgau nell'890/910 circa ∞ donna dal nome sconosciuto dalla dinastia dei Corradinidi.

### Corradinidi
1. Corrado Kurzbold († 30 giugno 948), nel 906/907 e 932 conte a Wormsgau, nel 910 conte a Niederlahngau, nel 927 conte ad Ahrgau, conte a Lobdengau, fondò nel 910 l'abbazia di San Giorgio a Limburg an der Lahn, dove fu anche sepolto.

### Dinastia salica
1. Corrado il Rosso († 955), figlio di Guarniero V, conte a Nahegau, Speyergau, Wormsgau e Niddagau, conte in Franconia, duca di Lorena ∞ ca. 947 Liutgarda di Sassonia (* 931 - † 953) figlia del re Ottone I della dinastia Liudolfingia.
2. Ottone di Worms († 1004), figlio di Corrado il Rosso, conte di Nahegau, Speyergau, Wormsgau, Elsenzgau, Kraichgau, Enzgau, Pfinzgau e Ufgau, duca di Carinzia.
3. Enrico di Spira († 989/1000), figlio di Ottone di Worms, conte di Wormsgau ∞ Adelaide († probabilmente 1039/1046),  sorella di Adalberto e Gerardo di Lorena della dinastia di Lorena.
4. Corrado II il Giovane (* probabilmente 1003 - † 1039) nipote di Enrico di Spira, conte di Nahegau, Speyergau e Wormsgau, duca di Carinzia (1036-1039).